# Terbutilhidroquinona

Esquema de la estructura química de TBHQ.

Esquema de la estructura de la composición química de la Hidroquinona (HQ).

Terbutilhidroquinona o TBHQ, también denominada butilhidroquinona terciaria o antioxidante E319, es un tipo de fenol, derivado de la hidroquinona, sustituido con un grupo 1, Cl, 1, dimetiletano, por medio de alquilación. Es muy eficaz como antioxidante. En los alimentos se utiliza como conservante de aceites vegetales y grasas animales no saturadas.

## Características organolépticas
Es un polvo de color blanco o amarillo, de fragancia especial, ligera, apenas soluble en agua (aproximadamente 5 %) y en etanol, ácido acético, éster etílico, éter, aceite vegetal y manteca de cerdo. No causa decoloración, incluso en presencia de hierro y cobre, no cambia el sabor ni el olor de la materia a la cual se añade. En presencia de un álcali, el color cambia a rosa.

## Aplicaciones

### Conservante de alimentos
En los alimentos, el TBHQ se utiliza como conservante de aceites vegetales insaturados y muchas grasas animales comestibles. No causa decoloración incluso en presencia de hierro y no cambia el sabor ni el olor del material al que se agrega. Su principal ventaja es extender la vida de almacenamiento. A menudo se usa en combinación con otros conservadores como el BHA
Como aditivo alimentario, su número E es E319.

### Otros usos
Fuera de la industria alimentaria, es utilizado como estabilizador para inhibir la autopolimerización de peróxidos orgánicos. En perfumería, se utiliza como fijador para disminuir la tasa de evaporación y mejorar la estabilidad.
También es usado como antioxidante en biodiésel.

## Efectos en la salud y regulación
La Autoridad Europea de Seguridad Alimentaria (EFSA) y la Administración de Drogas y Alimentos de los Estados Unidos (FDA) han evaluado el TBHQ y determinaron que es seguro consumirlo en las concentraciones permitidas en los alimentos. Tanto la FDA  como la Unión Europea establecen un límite superior del 0,02 % (200 mg/kg) del contenido de aceite o grasa en los alimentos.
Varios estudios han demostrado que la exposición prolongada de animales de laboratorio a dosis muy altas de TBHQ puede tener efectos cancerígenos, en particular la producción de precursores de tumores estomacales.
Otros estudios, sin embargo, han mostrado efectos opuestos, incluida la inhibición contra la carcinogénesis inducida por HCA (por depresión de la activación metabólica) por el TBHQ y otros antioxidantes fenólicos (TBHQ fue uno de varios productos estudiados, y no el más potente).
La EFSA considera que el TBHQ no es cancerígeno.
Una revisión de 1986 de la literatura científica sobre la toxicidad de TBHQ determinó que existe un amplio margen de seguridad entre los niveles de ingesta por humanos y las dosis que producen efectos adversos en estudios con animales.
Existen informes de alteraciones de la visión en personas expuestas a este producto químico.